# 越谷アリタキ植物園
越谷アリタキ植物園は、埼玉県越谷市にある植物園である。名称に含まれる「アリタキ」は、植物学者の有瀧龍雄にちなんでおり、越谷市に遺贈される前はアリタキアーボレータムとして私有地に開園していた。アーボレータム（アーバリータム、英: Arboretum）とは、英語で樹木園を意味する。

## 概要
面積は7,200m2。越ヶ谷久伊豆神社隣接地にある。園内にはメタセコイアやナンキンハゼ、菩提樹などの巨木や、ハーバード大学から贈られたマロニエなど約3,500種類の樹木や花などがある。
いずれも国内外の植物研究機関と交換したりして集めた。北米原産の巨木ラクウショウと高さ20メートル近いタブノキは市の天然記念物にも指定され、学生や教師、研究者らが多く訪れていた。
有瀧の没後、「植物園あるいはそれに類する施設として存続すること」を条件にした遺言により遺族からアーボレータムを遺贈された越谷市は、ボランティアによる植生調査などを経て植物園を整備し、「越谷アリタキ植物園」と名称を変えて、越谷市の植物園として新たに開園した。

## 歴史
- 1898年（明治31年）有瀧平太郎が私有地（約3300m2。現在の園内中央付近）に草庵・松花亭を結び、築山や池を設け、松・竹・梅・楓などの植物を植えた庭園を造営し、「松花園」と名づけた[1]。
- 1927年（昭和2年）有瀧平太郎の没後、平太郎の子息で植物学者である有瀧龍雄が、松花園の隣接地を購入して庭園を拡張。「アリタキアーボレータム」と名づけ、植物研究用として、国内外から温帯の樹木（ラクウショウ、シナサワグルミなど）を中心に収集を始めた[1]。
- 1966年（昭和41年）博物館相当施設として文部省（当時）の指定を受ける[1]。
- 1969年度（昭和44年度）一般公開を始める[1]。
- 1996年（平成9年）ごろに「アリタキアーボレータム」が閉園した[1]。
- 2001年（平成13年）10月 有瀧龍雄が97歳で逝去[1]。
- 2002年（平成14年）8月 遺言により、遺族から越谷市に遺贈される[1]。
- 2005年（平成17年）埼玉県東部自然観察会が越谷市から委託を受け、月2回、園内の雑草を除去し、通り道をつくるほか、植物の名前を調査した[1]。
- 2009年度（平成21年度）越谷市が管理棟など施設の整備を行う[1]。
- 2010年（平成22年）10月　「越谷アリタキ植物園」開園[1]。入園は無料だった。
- 2011年（平成23年）4月1日 施設の充実のため入園の有料化[2]。
- 2011年（平成23年）9月16日 越谷で発見され、野生では絶滅したコシガヤホシクサの特別展示が行われた[3]。

## 所在地
- 越谷市越ヶ谷2563の1

## 交通アクセス
- 東武伊勢崎線 越谷駅 東口から徒歩約20分
- 東武伊勢崎線 北越谷駅 東口から徒歩約20分
- 東武伊勢崎線 越谷駅 西口から「花田循環」のバスで「新宮前橋」下車、徒歩約7分

## 入園料
- 大人　100円
- 小・中学生　30円
- 小学校就学前　無料

アリタキアーボレータム時代の末期の入園料は、大人 300円だった。

## 開園時間
- 4月 - 9月  午前9時 - 午後5時
- 10月 - 3月 午前9時 - 午後4時

入園は閉園30分前まで

## 休園日
- 月曜日（祝日の場合は翌日）
- 年末年始（12月29日 - 1月4日）

## 有瀧龍雄について
有瀧 龍雄（ありたき たつお、1904年 - 2001年）は、日本の植物学者。千葉県立高等園芸学校卒業。高等学校教員として埼玉県内の高校（埼玉県立越ヶ谷高等学校）で生物を教える傍ら植物の研究も続けた。日本植物園協会や園芸文化協会のほか、越谷市文化財調査委員会の委員長を歴任した。

## 引用文献
1. 1 2 3 4 5 6 7 8 9 10  「広報こしがや」 季刊版 平成22年秋号 No.1245 15頁 (PDF) 越谷市 秘書室広報広聴課 2013-3-8閲覧
2. ↑  『越谷アリタキ植物園』の入園料について更新日：2011年3月3日 越谷市web 2013-3-8閲覧
3. ↑  コシガヤホシクサ白い花咲いた 野生では絶滅 埼玉2011年9月17日0時54分 asahi.com（朝日新聞社） 2013-3-8閲覧